# Moondog

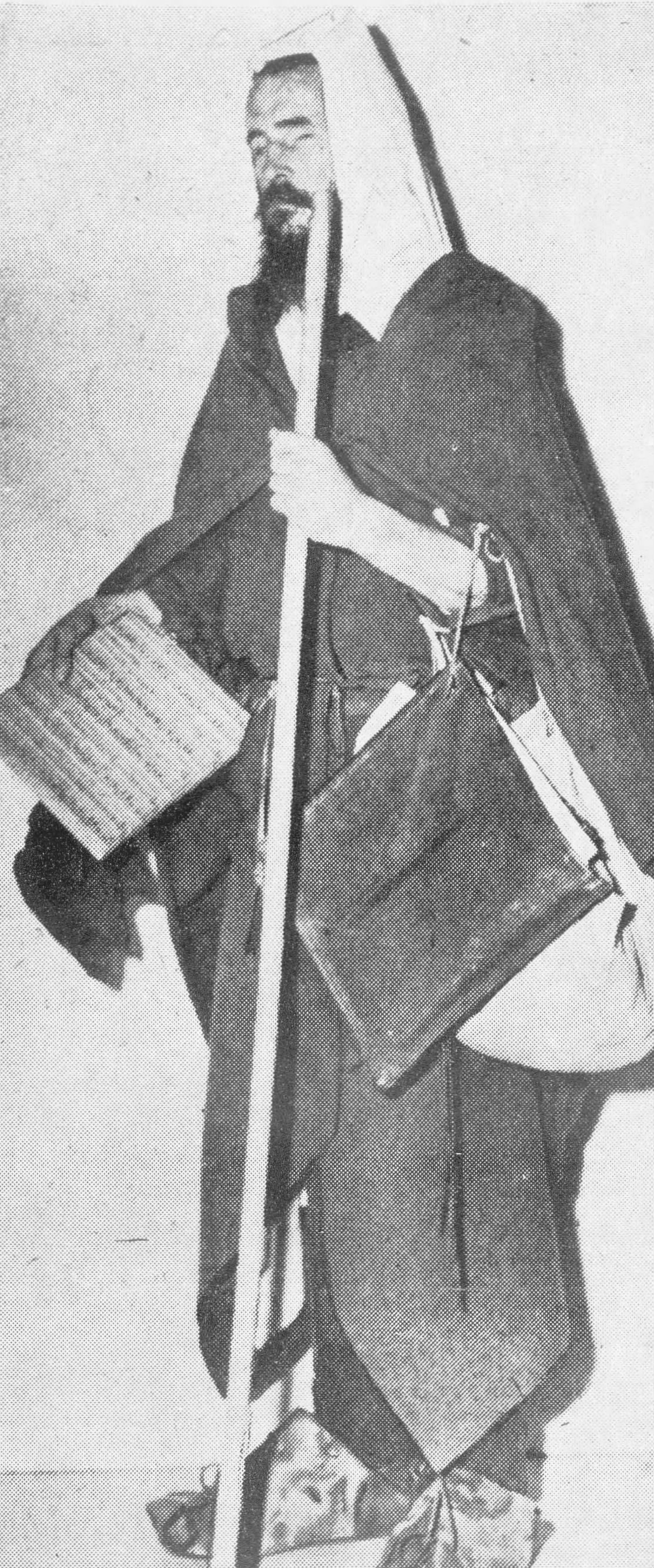
Moondog in 1948

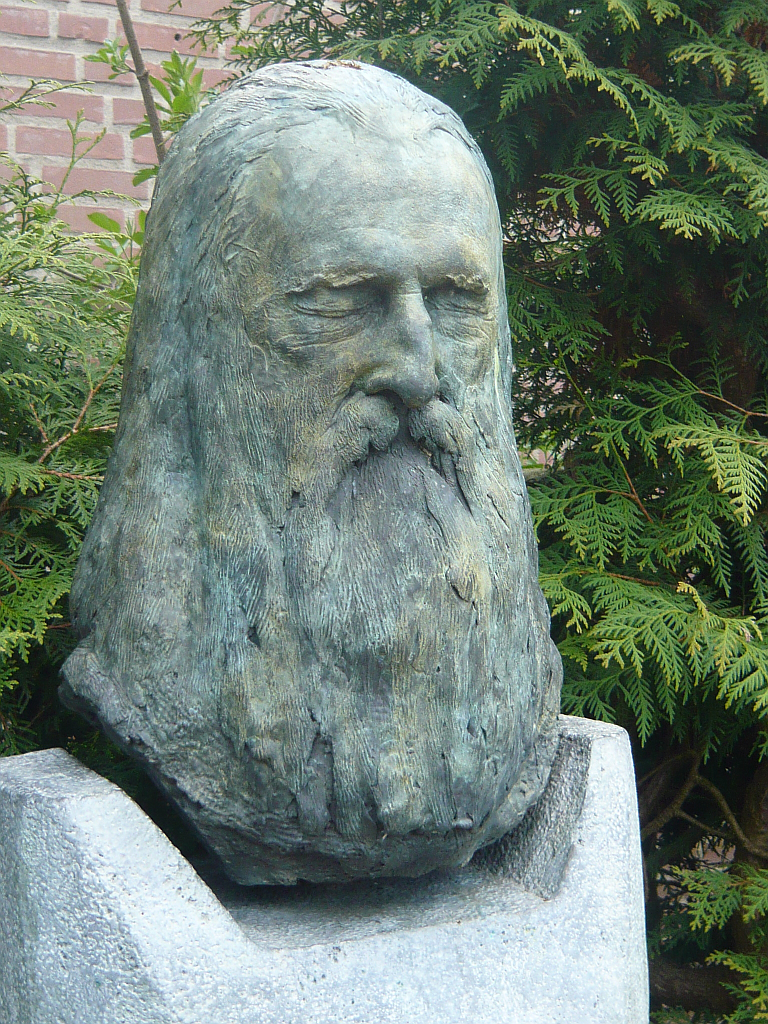
Grafbuste van Moondog

Moondog was de artiestennaam van Louis T. Hardin (Marysville, Kansas (VS) 26 mei 1916 - Münster (Duitsland) 8 september 1999), een Amerikaans componist, musicus en dichter. Behalve nieuwe muziek vond hij ook nieuwe instrumenten uit, hoewel hij blind was.

## Leven en werk
Op zijn vijfde jaar reeds speelde hij drums op een zelfgemaakt instrument. Op zijn zestiende werd hij blind door de ontploffing van een dynamietstaaf. Daarna schoolde hij zichzelf als autodidact, met een speciale interesse in de muziek van de Indianen. Vanaf ca. 1950 tot 1974 verbleef Moondog als straatmuzikant in New York, op 53rd Street en 6th Avenue. Meestal was hij als Viking gekleed. Hij verkocht zijn eigen gedichten aan voorbijgangers.
Hij werd in de loop der tijd bekend bij jazzmusici als Benny Goodman, Lester Young en Charlie Parker. Zijn muzikale werk werd erkend door Artur Rodzinski, dirigent van de New York Philharmonic. In 1989 trad hij in New York op met Philip Glass. Ook Steve Reich liet zich door hem beïnvloeden en Frank Zappa en Igor Stravinsky spraken hun waardering voor hem uit. Hij bracht enige platen uit, waaronder een vertelling voor kinderen samen met (musical)actrice Julie Andrews.
Eind jaren zestig bracht hij een LP uit op Columbia Records, met de track Stamping Ground, waarop hij een van zijn aforismen ten beste geeft:
Machines were mice and men were lions once upon a time.
But now that it's the opposite it's twice upon a time.
Een single met een nieuwe opname ervan verscheen in 1970 als promotie voor het Holland Pop Festival in Rotterdam met het programma van het festival op de hoes van de single; de titel werd ook gebruikt voor een film over het festival. Toen het nummer weer te horen was in de soundtrack van de film The Big Lebowski in 1998, veroorzaakte dat een opleving in de belangstelling voor zijn werk.
Hij was ook de uitvinder van nieuwe muziekinstrumenten als de 'Oo', een soort kleine harp, en de 'Trimba', een slaginstrument. In 1974 vestigde hij zich in Duitsland.

## Vroege opnames

### 'Singles
- Snaketimes Rhythm 1949-1950 SMC
- Moondog's Symphony 1949-1950 SMC
- Organ Rounds 1949-1950 SMC
- Oboe Rounds 1949-1950 SMC
- Surf Session c. 1953 SMC
- Caribea Sextet/Oo Debut 1956 Moondog Records

### Ep's
- Moondog On The Streets Of New York 1953 Decca/Mars
- Moondog And His Honking Geese 1955 Moondog Records

### LP's
- Improvisations At A Jazz Concert 1953 Brunswick
- Moondog And His Friends 1953 Epi[2]
- Moondog 1956 Prestige[3]
- More Moondog 1956 Prestige
- The Story Of Moondog 1957 Prestige
- Tell It Again (met Julie Andrews) 1957 Angel/Capital

### Compilaties
- New York 19 (uitgegeven door Tony Schwarz) 1954 Folkways
- Music in the Streets (idem) 1954 Folkways

## Latere opnames

### Singles
- Stamping Ground Theme (het Holland Pop Festival) 1970 CBS

### LP's
- Moondog 1969 Columbia[3]
- Moondog II 1971 Columbia
- Moondog In Europe 1977 Kopf
- Moondog - Selected Works 1978 Musical Heritage Society
- H'Art Songs 1978 Kopf
- A New Sound Of An Old Instrument 1979 Kopf
- Bracelli 1986 Kakaphone

### Cassettes
- Facets 1981 Managarm

### CD's
- Elpmas 1992 Kopf
- Moondog + Moondog II 1992 Columbia
- Big Band 1995 Trimba
- Alphorn Of Plenty 1995 Hat Art
- To A Grain Of Rice 1996 Paradise Records
- Sax Pax For A Sax met de London Saxophonic (1997) Kopf / Atlantic
- Moondog Vol. 1 & 2 2000 Beat Goes On
- The German Years 1977-1999 2004 ROOF Music
- Un hommage a moondog 2005 trAce label
- Bracelli und Moondog 2005 Laska Records
- Rare Material 2006 ROOF Music

### Tracks op compilaties
- Stamping Ground op Fill Your Head With Rock 1970 CBS
- The Big Lebowski film-soundtrack 1998 Mercury
- Fsuk Vol. 3: The Future Sound of the United Kingdom 1998 Fsuk
- Miniatures 2 2000 Cherry Red
- DJ Kicks 2006 Henrik Schwarz Studio !K7
- Fabric 42 Mixed by Âme 2008 Fabric

## Moondogs muziek uitgevoerd door andere musici
- Moondog and Suncat Suite (1957) door de Britse jazzmusicus Kenny Graham, met één plaatkant gewijd aan interpretaties van werk van Moondog
- All Is Loneliness door Big Brother and the Holding Company, met Janis Joplin (1967)
- Canons on the Keys door Paul Jordan (1978, niet uitgebracht)
- Theme and Variations uitgevoerd door John Fahey op het album Rain Forests, Oceans, and Other Themes (1985)[4]
- Crescent Moon March opgenomen als For You Blue door Laibach op Let It Be (1988)
- Lovechild Plays Moondog 7" op Forced Exposure (1990)
- Synchrony Nr. 2 door Kronos Quartet (1997)
- Trees Against The Sky compilatiealbum 1998 SHI-RA-Nui 360°
- All Is Loneliness door Antony and the Johnsons, live (2005)
- Sidewalk Dances - Joanna MacGregor (2005) Sound Circus SC010
- Bird's Lament (In Memory of Charlie Parker) gesampled en diepgaand gebruikt in het lied Get a Move On door DJ Mr Scruff.
- Frog Bog (A Tribute to Moondog) (2016) van Condor Gruppe
- New Amsterdam (2022), Calefax, arr. Raaf Hekkema